# Wereldtentoonstelling
Wereldtentoonstellingen zijn grote internationale exposities die sinds 1851 in verschillende landen gehouden zijn en waar de deelnemende landen een beeld kunnen geven van hun economische, sociale, culturele en technische ontwikkeling. Vaak resteert er een gebouw of kunstwerk van een wereldtentoonstelling, zoals de Eiffeltoren in Parijs of het Atomium in Brussel.

## Inleiding
De wereldtentoonstellingen zijn ontstaan uit de nationale exposities die in verschillende landen sinds 1756 werden gehouden. Deze nationale exposities belichtten vooral het eigen (koloniale) rijk, terwijl een wereldtentoonstelling een weerspiegeling zou moeten zijn van de universele mensheid in de betreffende tijdsperiode. De wereldtentoonstelling (ook wel Expo genoemd) is een typisch product van het optimisme dat midden 19e eeuw gold ten aanzien van de vooruitgang in de wereld. Belangrijke vindingen zoals de eerste telefoon, auto en platenspeler werden allemaal op een wereldtentoonstelling aan de wereld gepresenteerd. De tentoonstellingen hadden in de eerste plaats ten doel het bevorderen van de internationale handelsbetrekkingen en het propageren van de eigen technische vooruitgang; de invloed die ervan is uitgegaan, is echter vaak het grootst geweest op het culturele vlak (beeldende kunst, architectuur).

## Geschiedenis

### Ontwikkeling
Het idee van een wereldtentoonstelling stamt uit Frankrijk, maar Engeland (dat in de negentiende eeuw onbetwist de koploper was op het gebied van industriële ontwikkeling) organiseerde in 1851 de eerste in Londen. Met de steun van Engelse zakenlieden werd in 1851 de eerste wereldtentoonstelling georganiseerd in het Hyde Park te Londen. De wereldtentoonstelling werd gehuisvest in het speciaal hiervoor ontworpen Crystal Palace. Het succes overtrof alle verwachtingen. In totaal kwamen in 1851 6.000.000 mensen kijken naar producten die daar door 17.000 deelnemers –afkomstig uit de hele wereld– bij elkaar gebracht waren. Na dit enorme succes volgden al snel andere plaatsen die ook een internationale tentoonstelling organiseerden. De wereldtentoonstelling groeide uit tot een groots evenement waar ieder land zijn trots kon presenteren. Tijdens de eeuwwisseling eiste naast de technische vondsten en ontdekkingen ook de moderne kunst een plaats op. Zo konden de bezoekers bijvoorbeeld de meesterwerken van Renoir en Monet bewonderen.

### Reglementering
Het succesverhaal van de wereldtentoonstelling leidde ook tot een toename van de frequentie. In de jaren 60 van de negentiende eeuw werden er al meer dan tien georganiseerd en in het laatste decennium van de negentiende eeuw zijn er meer dan 35 georganiseerd. De eerste twee decennia van de twintigste eeuw waren, ondanks de Eerste Wereldoorlog, ieder goed voor ongeveer 30 tentoonstellingen. Deze frequentie had tot gevolg dat er meerdere per jaar en soms zelfs meerdere tegelijk plaatsvonden. Om deze "wildgroei" te beteugelen werd in 1928 het Bureau International des Expositions (BIE) opgericht om toezicht te houden op de inhoud en de frequentie van de tentoonstellingen. Het BIE heeft de tentoonstellingen ruwweg (voor details zie BIE) ingedeeld in universele tentoonstellingen en gespecialiseerde tentoonstellingen. Het BIE-verdrag trad in 1931 in werking en het BIE heeft uiteindelijk 21 van de tentoonstellingen uit de periode 1851-1931 alsnog als universele tentoonstelling erkend. De op dat moment in opbouw zijnde tentoonstelling in Chicago (1933) kreeg eveneens een erkenning. Hoewel een aantal van de tentoonstellingen uit de periode 1851-1931, bijvoorbeeld de sporttentoonstelling van 1896 in Innsbruck en de grote tentoonstelling van 1925 in Parijs, als gespecialiseerde tentoonstelling zouden kunnen worden aangemerkt, is er niet één met terugwerkende kracht als zodanig geclassificeerd. Stockholm had derhalve in 1936 de primeur van de gespecialiseerde tentoonstellingen, met de eerste internationale luchtvaarttentoonstelling.

### Interbellum
In het interbellum zijn er nog ongeveer zestien "wereldtentoonstellingen" georganiseerd. Hieronder zijn slechts vijf universele en drie gespecialiseerde officiële wereldtentoonstellingen. Onder de niet-erkende tentoonstellingen bevinden zich de grote interieur- en architectuurtentoonstelling van 1925 in Parijs en de twee wereldtentoonstellingen van 1930 in Antwerpen en Luik. Evenmin erkend werden de tentoonstellingen in Rio de Janeiro, Wembley en Philadelphia die hoofdzakelijk op het eigen land gericht waren. De laatste voor de Tweede Wereldoorlog werd gehouden in New York, de voor 1942 geplande E42 in Rome ging niet door.

### 1945-1980
Na de Tweede Wereldoorlog werd de draad weer opgepakt in 1949 met de universele tentoonstelling in Haïti ter gelegenheid van het 200-jarig bestaan van Port au Prince. In 1958 werd de Expo 58 in Brussel gehouden, dit was na de Tweede Wereldoorlog de eerste Expo van de eerste categorie. In 1960 werd de categorie Tuinbouwtentoonstelling toegevoegd zodat ook de AIPH A1-tentoonstellingen (zoals de Floriade) door het BIE worden erkend. In deze periode zijn 5 universele (de laatste in 1970), 17 gespecialiseerde (de laatste in 1975) en 8 tuinbouwtentoonstellingen georganiseerd. Het aantal "meelopers" is in deze periode fors teruggedrongen. Bekendste meeloper uit deze tijd is de Wereldtentoonstelling van 1964 in New York, die werd georganiseerd ondanks dat Seattle de officiële BIE-toewijzing had gewonnen.

### Reorganisatie
In 1972 is het BIE-verdrag gewijzigd, deze wijzigingen zijn in 1980 van kracht geworden. Tijdens het ratificatieproces heeft Sevilla zich in 1976 kandidaat gesteld voor de organisatie van een universele tentoonstelling, de toewijzing volgde pas in 1983, de tentoonstelling zelf in 1992. Vanaf 1981 werden er weer gespecialiseerde tentoonstellingen georganiseerd. In 1988 volgde een nieuwe verdragswijziging die in 1996 van kracht werd. De belangrijkste maatregel was de bepaling dat de universele tentoonstellingen plaatsvinden in een jaar dat op een nul of een vijf eindigt en de gespecialiseerde en tuinbouwtentoonstellingen in de andere jaren. De start van deze vijfjaarlijkse cyclus had de EXPO 95 in Boedapest en Wenen moeten zijn, maar deze is door een financieel conflict tussen Hongarije en Oostenrijk afgelast. De Expo 2000 is op 14 juni 1990 aan Hannover toegewezen, anticiperend op de nieuwe verdragsbepalingen, vijf jaar na de EXPO 95.

### 21e eeuw
De plannen voor de EXPO 2005 zijn gemaakt toen de bepalingen van het tweede BIE-verdrag van kracht waren. De tentoonstelling is weliswaar toegewezen toen het huidige verdrag al van kracht was, maar is – gezien de opzet – toch als wereldtentoonstelling gekwalificeerd. De EXPO 2008 (Zaragoza) was de eerste gespecialiseerde en de EXPO 2010 (Shanghai) de eerste universele tentoonstelling die conform de bepalingen van het huidige BIE-verdrag zijn georganiseerd. De universele tentoonstellingen vinden nu om de vijf jaar plaats en de gespecialiseerde- en tuinbouw-tentoonstellingen in de jaren ertussenin. Hoewel de triënnale als aparte categorie in het huidige verdrag is opgenomen, is er na het van kracht worden in 1996 voor het eerst weer een triënnale georganiseerd in 2016.

## Bekende wereldtentoonstellingen
| Jaar | Plaats   | Land                | Opmerkingen                                                                      |
| ---- | -------- | ------------------- | -------------------------------------------------------------------------------- |
| 1851 | Londen   | Verenigd Koninkrijk | Eerste tentoonstelling.                                                          |
| 1878 | Parijs   | Frankrijk           | Elektrische straatverlichting.                                                   |
| 1879 | Berlijn  | Duitsland           | Elektrische locomotief.                                                          |
| 1889 | Parijs   | Frankrijk           | Eiffeltoren.                                                                     |
| 1893 | Chicago  | Verenigde Staten    | Eerste reuzenrad.                                                                |
| 1939 | New York | Verenigde Staten    | New York World's Fair (1939), Streamline Design.                                 |
| 1958 | Brussel  | België              | Expo 58, Atomium.                                                                |
| 1967 | Montreal | Canada              | Meer dan 50 miljoen bezoekers.                                                   |
| 2010 | Shanghai | China               | Met meer dan 70 miljoen bezoekers de drukst bezochte wereldtentoonstelling ooit. |

## Overzicht van wereldtentoonstellingen
De officiële wereldtentoonstellingen hebben een BIE-classificatie, de meelopers niet.
| Jaar      | Plaats               | Land                         | Evenement                                                             | BIE-classificatie                                                      | Foto |
| --------- | -------------------- | ---------------------------- | --------------------------------------------------------------------- | ---------------------------------------------------------------------- | ---- |
| 1851      | Londen               | Verenigd Koninkrijk          | Great Exhibition                                                      | Universeel (1)                                                         |      |
| 1853      | New York             | Verenigde Staten             | Wereldtentoonstelling van 1853                                        | Geen                                                                   |      |
| 1853      | Dublin               | Verenigd Koninkrijk          | Great Industrial Exhibition                                           | Geen                                                                   |      |
| 1855      | Parijs               | Frankrijk                    | Wereldtentoonstelling van 1855                                        | Universeel (2)                                                         |      |
| 1862      | Londen               | Verenigd Koninkrijk          | Wereldtentoonstelling van 1862                                        | Universeel (3)                                                         |      |
| 1867      | Parijs               | Frankrijk                    | Wereldtentoonstelling van 1867                                        | Universeel (4)                                                         |      |
| 1873      | Wenen                | Oostenrijk-Hongarije         | Wereldtentoonstelling van 1873                                        | Universeel (5)                                                         |      |
| 1874      | Dublin               | Verenigd Koninkrijk          | Wereldtentoonstelling van 1874                                        | Geen                                                                   |      |
| 1876      | Philadelphia         | Verenigde Staten             | Wereldtentoonstelling van 1876                                        | Universeel (6)                                                         |      |
| 1878      | Parijs               | Frankrijk                    | Wereldtentoonstelling van 1878                                        | Universeel (7)                                                         |      |
| 1879      | Berlijn              | Duitsland                    | Wereldtentoonstelling van 1879 in Berlijn                             | Geen                                                                   |      |
| 1879      | Sydney               | New South Wales              | Wereldtentoonstelling van 1879 in Sydney                              | Geen                                                                   |      |
| 1880-1881 | Melbourne            | Victoria                     | Wereldtentoonstelling van 1880                                        | Universeel (8)                                                         |      |
| 1883      | Amsterdam            | Nederland                    | Internationale Koloniale en Uitvoerhandel Tentoonstelling (Amsterdam) | Geen                                                                   |      |
| 1884      | New Orleans          | Verenigde Staten             | Wereldtentoonstelling van 1884                                        | Geen                                                                   |      |
| 1885      | Antwerpen            | België                       | Wereldtentoonstelling van 1885                                        | Geen                                                                   |      |
| 1886      | Londen               | Verenigd Koninkrijk          | Wereldtentoonstelling van 1886                                        | Geen                                                                   |      |
| 1887      | Amsterdam            | Nederland                    | Wereldtentoonstelling van 1887                                        | Geen                                                                   |      |
| 1888      | Brussel              | België                       | Wereldtentoonstelling van 1888 (Brussel)                              | Geen                                                                   |      |
| 1888      | Glasgow              | Verenigd Koninkrijk          | International Exhibition of Science, Art and Industry                 | Geen                                                                   |      |
| 1888      | Melbourne            | Victoria                     | Melbourne Centennial Exhibition                                       | Geen                                                                   |      |
| 1888      | Barcelona            | Spanje                       | Exposición Universal de Barcelona (1888)                              | Universeel (9)                                                         |      |
| 1889      | Parijs               | Frankrijk                    | Eiffeltoren, Wereldtentoonstelling van 1889                           | Universeel (10)                                                        |      |
| 1893      | Chicago              | Verenigde Staten             | Wereldtentoonstelling van 1893                                        | Universeel (11)                                                        |      |
| 1894      | Antwerpen            | België                       | Wereldtentoonstelling van 1894 (Antwerpen)                            | Geen                                                                   |      |
| 1894      | San Francisco        | Verenigde Staten             | California Midwinter International Exposition                         | Geen                                                                   |      |
| 1895      | Amsterdam            | Nederland                    | Wereldtentoonstelling voor het Hotel- en Reiswezen                    | Geen                                                                   |      |
| 1895      | Atlanta              | Verenigde Staten             | Cotton States and International Exposition                            | Geen                                                                   |      |
| 1896      | Berlijn              | Duitsland                    | Wereldtentoonstelling van 1896 in Berlijn                             | Geen                                                                   |      |
| 1897      | Brussel              | België                       | Wereldtentoonstelling van 1897                                        | Universeel (12)                                                        |      |
| 1900      | Parijs               | Frankrijk                    | Wereldtentoonstelling van 1900                                        | Universeel (13)                                                        |      |
| 1901      | Buffalo              | Verenigde Staten             | Pan-Amerikaanse tentoonstelling                                       | Geen                                                                   |      |
| 1901      | Glasgow              | Verenigd Koninkrijk          | Wereldtentoonstelling van 1901                                        |                                                                        |      |
| 1904      | Saint Louis          | Verenigde Staten             | Wereldtentoonstelling van 1904                                        | Universeel (14)                                                        |      |
| 1905      | Luik                 | België                       | Wereldtentoonstelling van 1905                                        | Universeel (15)                                                        |      |
| 1906      | Milaan               | Italië                       | Wereldtentoonstelling van 1906                                        | Universeel (16)                                                        |      |
| 1907      | Dublin               | Verenigd Koninkrijk          | Irish International Exhibition                                        | Geen                                                                   |      |
| 1907      | Hampton Roads        | Verenigde Staten             | Jamestown Exposition                                                  | Geen                                                                   |      |
| 1909      | Seattle              | Verenigde Staten             | Alaska–Yukon–Pacific Exposition                                       | Geen                                                                   |      |
| 1910      | Brussel              | België                       | Wereldtentoonstelling van 1910                                        | Universeel (17)                                                        |      |
| 1911      | Turijn               | Italië                       | Wereldtentoonstelling van 1911                                        | Universeel (18)                                                        |      |
| 1913      | Gent                 | België                       | Wereldtentoonstelling van 1913                                        | Universeel (19)                                                        |      |
| 1914      | Lyon                 | Frankrijk                    | Wereldtentoonstelling van 1914                                        | Geen                                                                   |      |
| 1914      | Semarang             | Nederlands-Indië             | Koloniale tentoonstelling (Semarang)                                  | Geen                                                                   |      |
| 1915      | San Francisco        | Verenigde Staten             | Panama-Pacific International Exposition                               | Universeel (20)                                                        |      |
| 1915-1917 | San Diego            | Verenigde Staten             | Panama-California Exposition                                          | Geen                                                                   |      |
| 1922      | Rio de Janeiro       | Brazilië                     | Wereldtentoonstelling van 1922                                        | Geen                                                                   |      |
| 1924      | Wembley              | Verenigd Koninkrijk          | Wereldtentoonstelling van 1924                                        | Geen                                                                   |      |
| 1925      | Parijs               | Frankrijk                    | Wereldtentoonstelling van 1925                                        | Geen                                                                   |      |
| 1926      | Philadelphia         | Verenigde Staten             | Wereldtentoonstelling van 1926                                        | Geen                                                                   |      |
| 1929-1930 | Barcelona en Sevilla | Spanje                       | Wereldtentoonstelling van 1929                                        | Universeel (21)                                                        |      |
| 1930      | Antwerpen            | België                       | Wereldtentoonstelling van 1930                                        | Geen                                                                   |      |
| 1930      | Luik                 | België                       | Wereldtentoonstelling van 1930                                        | Geen                                                                   |      |
| 1931      | Parijs               | Frankrijk                    | Koloniale tentoonstelling van 1931                                    | Geen                                                                   |      |
| 1933      | Chicago              | Verenigde Staten             | Wereldtentoonstelling van 1933                                        | Universeel (22)                                                        |      |
| 1935      | Brussel              | België                       | Wereldtentoonstelling van 1935                                        | Universeel (23)                                                        |      |
| 1936      | Stockholm            | Zweden                       | Internationella Luftfartsutställningen i Stockholm                    | Gespecialiseerd Luchtvaart                                             |      |
| 1937      | Parijs               | Frankrijk                    | Wereldtentoonstelling van 1937                                        | Universeel (24)                                                        |      |
| 1938      | Helsinki             | Finland                      | SILI II Ilmailunättely 1938                                           | Gespecialiseerd Luchtvaart                                             |      |
| 1939      | New York             | Verenigde Staten             | Wereldtentoonstelling van 1939                                        | Universeel (25)                                                        |      |
| 1939      | San Francisco        | Verenigde Staten             | Golden Gate International Exposition                                  | Geen                                                                   |      |
| 1939      | Luik                 | België                       | Exposition internationale de la technique de l'eau de 1939            | Gespecialiseerd Waterbouw                                              |      |
| 1947      | Parijs               | Frankrijk                    | Urbanisme 47                                                          | Gespecialiseerd Architectuur                                           |      |
| 1949      | Port-au-Prince       | Haïti                        | Wereldtentoonstelling van 1949                                        | Universeel (26)                                                        |      |
| 1949      | Lyon                 | Frankrijk                    | Habitation Rurale                                                     | Gespecialiseerd                                                        |      |
| 1949      | Stockholm            | Zweden                       | Universal Sport Exhibition                                            | Gespecialiseerd Sport                                                  |      |
| 1951      | Rijsel               | Frankrijk                    | Exposition internationale des textiles                                | Gespecialiseerd                                                        |      |
| 1953      | Jeruzalem            | Israël                       | Overwinning op de woestijn                                            | Gespecialiseerd Watermanagement                                        |      |
| 1953      | Rome                 | Italië                       | Esposizione Internazionale dell'Argricoltura                          | Gespecialiseerd Landbouw                                               |      |
| 1954      | Napels               | Italië                       | Mostra d'Oltremare                                                    | Gespecialiseerd Scheepvaart                                            |      |
| 1955      | Turijn               | Italië                       | Esposizione Internazionale dello Sport                                | Gespecialiseerd Sport                                                  |      |
| 1955      | Helsingborg          | Zweden                       | Helsingborgutställningen 1955                                         | Gespecialiseerd Architectuur                                           |      |
| 1956      | Beit Dagan           | Israël                       | Citruscultuur                                                         | Gespecialiseerd Landbouw                                               |      |
| 1957      | Berlijn              | Duitsland                    | Interbau 57                                                           | Gespecialiseerd Architectuur                                           |      |
| 1958      | Brussel              | België                       | Expo 58                                                               | Universeel (27)                                                        |      |
| 1960      | Rotterdam            | Nederland                    | Floriade 1960                                                         | Tuinbouw                                                               |      |
| 1961      | Turijn               | Italië                       | Italia 61                                                             | Gespecialiseerd Arbeid                                                 |      |
| 1962      | Seattle              | Verenigde Staten             | Wereldtentoonstelling van 1962                                        | Universeel (28)                                                        |      |
| 1963      | Hamburg              | Duitsland                    | Internationale Gartenbauausstellung 63                                | Tuinbouw                                                               |      |
| 1964      | Wenen                | Oostenrijk                   | Wiener Internationale Gartenschau 64                                  | Tuinbouw                                                               |      |
| 1964      | New York             | Verenigde Staten             | Wereldtentoonstelling van 1964                                        | Geen                                                                   |      |
| 1965      | München              | Bondsrepubliek Duitsland     | Internationale Verkehrsausstellung 65                                 | Gespecialiseerd Verkeer                                                |      |
| 1967      | Montreal             | Canada                       | Expo 67                                                               | Universeel (29)                                                        |      |
| 1968      | San Antonio          | Verenigde Staten             | HemisFair 68                                                          | Gespecialiseerd Migratie                                               |      |
| 1969      | Parijs               | Frankrijk                    | Parc Floral de Paris                                                  | Tuinbouw                                                               |      |
| 1970      | Osaka                | Japan                        | Wereldtentoonstelling van 1970                                        | Universeel (30)                                                        |      |
| 1971      | Boedapest            | Hongarije                    | Expo 71                                                               | Gespecialiseerd Jacht                                                  |      |
| 1972      | Amsterdam            | Nederland                    | Floriade 1972                                                         | Tuinbouw                                                               |      |
| 1973      | Hamburg              | Duitsland                    | Internationale Gartenbauausstellung 73                                | Tuinbouw                                                               |      |
| 1974      | Wenen                | Oostenrijk                   | Wiener Internationale Gartenschau 74                                  | Tuinbouw                                                               |      |
| 1974      | Spokane              | Verenigde Staten             | Wereldtentoonstelling van 1974                                        | Gespecialiseerd Milieu                                                 |      |
| 1975      | Okinawa              | Japan                        | Wereldtentoonstelling van 1975                                        | Gespecialiseerd Milieu                                                 |      |
| 1980      | Montréal             | Canada                       | Floralies Internationales de Montréal                                 | Tuinbouw                                                               |      |
| 1981      | Plovdiv              | Bulgarije                    | Expo 81                                                               | Gespecialiseerd Jacht en visserij                                      |      |
| 1982      | Knoxville            | Verenigde Staten             | Wereldtentoonstelling van 1982                                        | Gespecialiseerd Energie                                                |      |
| 1982      | Amsterdam            | Nederland                    | Floriade 1982                                                         | Tuinbouw                                                               |      |
| 1983      | München              | Duitsland                    | Internationale Gartenbauausstellung 1983                              | Tuinbouw                                                               |      |
| 1984      | Liverpool            | Verenigd Koninkrijk          | International Garden Festival                                         | Tuinbouw                                                               |      |
| 1984      | New Orleans          | Verenigde Staten             | Wereldtentoonstelling van 1984                                        | Gespecialiseerd Watermanagement                                        |      |
| 1985      | Plovdiv              | Bulgarije                    | Expo 85                                                               | Gespecialiseerd Jonge uitvinders                                       |      |
| 1985      | Tsukuba              | Japan                        | Wereldtentoonstelling van 1985                                        | Gespecialiseerd Wetenschap                                             |      |
| 1986      | Vancouver            | Canada                       | Expo 86                                                               | Gespecialiseerd Verkeer                                                |      |
| 1988      | Brisbane             | Australië                    | Wereldtentoonstelling van 1988                                        | Gespecialiseerd Recreatie                                              |      |
| 1990      | Osaka                | Japan                        | Expo '90                                                              | Tuinbouw                                                               |      |
| 1991      | Plovdiv              | Bulgarije                    | Expo 91                                                               | Gespecialiseerd Jeugd voor wereldvrede                                 |      |
| 1992      | Sevilla              | Spanje                       | Expo '92                                                              | Universeel (31)                                                        |      |
| 1992      | Genua                | Italië                       | Colombo '92                                                           | Gespecialiseerd Scheepvaart                                            |      |
| 1992      | Zoetermeer           | Nederland                    | Floriade 1992                                                         | Tuinbouw                                                               |      |
| 1993      | Daejeon              | Zuid-Korea                   | Expo '93                                                              | Gespecialiseerd Ontwikkeling                                           |      |
| 1993      | Stuttgart            | Duitsland                    | Internationale Gartenbauausstellung 1993                              | Tuinbouw                                                               |      |
| 1998      | Lissabon             | Portugal                     | Expo '98                                                              | Gespecialiseerd Oceanen                                                |      |
| 1999      | Kunming              | China                        | 1999 World Horticultural Exposition                                   | Tuinbouw                                                               |      |
| 2000      | Hannover             | Duitsland                    | Expo 2000                                                             | Universeel (32)                                                        |      |
| 2002      | Haarlemmermeer       | Nederland                    | Floriade 2002                                                         | Tuinbouw                                                               |      |
| 2003      | Rostock              | Duitsland                    | Internationale Gartenbauausstellung 2003                              | Tuinbouw                                                               |      |
| 2005      | Aichi                | Japan                        | Expo 2005                                                             | Universeel / Gespecialiseerd Wijsheid van de natuur                    |      |
| 2006/7    | Chiang Mai           | Thailand                     | Royal Flora Ratchaphruek                                              | Tuinbouw                                                               |      |
| 2008      | Zaragoza             | Spanje                       | Expo 2008                                                             | Gespecialiseerd Watermanagement                                        |      |
| 2010      | Shanghai             | China                        | Expo 2010                                                             | Universeel (33)                                                        |      |
| 2012      | Yeosu                | Zuid-Korea                   | Expo 2012                                                             | Gespecialiseerd Oceanen                                                |      |
| 2012      | Venlo                | Nederland                    | Floriade 2012                                                         | Tuinbouw                                                               |      |
| 2015      | Milaan               | Italië                       | Expo 2015                                                             | Universeel (34)                                                        |      |
| 2016      | Antalya              | Turkije                      | Expo Antalya                                                          | Tuinbouw                                                               |      |
| 2017      | Nur-Sultan           | Kazachstan                   | Expo 2017                                                             | Gespecialiseerd Energie                                                |      |
| 2017      | Berlijn              | Duitsland                    | Internationale Gartenausstellung 2017                                 | Geen                                                                   |      |
| 2019      | Beijing              | China                        | 2019 World Horticultural Exposition                                   | Tuinbouw                                                               |      |
| 2020      | Dubai                | Verenigde Arabische Emiraten | Expo 2020                                                             | Universeel (35)                                                        |      |
| 2022      | Almere               | Nederland                    | Floriade 2022                                                         | Tuinbouw                                                               |      |
| 2023      | Doha                 | Qatar                        | 2023 World Horticultural Exposition                                   | Tuinbouw                                                               |      |
| 2025      | Osaka                | Japan                        | Expo 2025                                                             | Universeel (36)                                                        |      |
| 2027      | Yokohama             | Japan                        | 2027 World Horticultural Exposition                                   | Tuinbouw                                                               |      |
| 2027      | Belgrado             | Servië                       | Expo 2027                                                             | Gespecialiseerd Spelen voor de mensheid, sport en muziek voor iedereen |      |
| 2030      | Riyad                | Saoedi-Arabië                | Expo 2030                                                             | Universeel (37)                                                        |      |

### Afgelast
De geplande wereldtentoonstelling van Rome in 1942 heeft nooit plaatsgevonden wegens de Tweede Wereldoorlog. Tijdens de voorbereidingen was er echter al een groot gebied van de stad voor ontgonnen, daar ontstond na de oorlog de wijk Esposizione Universale di Roma (kortweg EUR).